# استفان بابوویچ
استفان بابوویچ (انگلیسی: Stefan Babović؛ زادهٔ ۷ ژانویهٔ ۱۹۸۷) بازیکن فوتبال اهل صربستان و مونته‌نگرو است  که در خط میانی به عنوان یک بازی‌ساز در زمین بازی‌ می‌کند.
وی همچنین در تیم‌های ملی فوتبال زیر ۲۱ سال صربستان، و صربستان بازی کرده‌است.